# István Nagy (Leichtathlet)
István Nagy (* 28. April 1959 in Heves, Komitat Heves) ist ein ehemaliger ungarischer Sprinter.
Bei den Olympischen Spielen 1980 in Moskau erreichte er über 200 Meter das Viertelfinale. Über 100 Meter und in der 4-mal-100-Meter-Staffel schied er im Vorlauf aus. 1981 errang er Silber bei der Universiade über 200 Meter.
1982 gewann er über 200 Meter Silber bei den Halleneuropameisterschaften in Mailand und wurde Fünfter bei den Europameisterschaften in Athen. Im Jahr darauf holte er über 200 Meter Bronze bei den Halleneuropameisterschaften 1983 in Budapest. Bei den Weltmeisterschaften 1983 in Helsinki schied er über 200 Meter im Viertelfinale aus und in der 4-mal-100-Meter-Staffel ins Halbfinale.
1985 wurde er bei den Halleneuropameisterschaften 1985 in Piräus Fünfter über 200 Meter. Bei den Weltmeisterschaften 1987 in Rom kam er über 200 Meter ins Halbfinale und belegte mit der ungarischen Mannschaft in der 4-mal-100-Meter-Staffel den sechsten Platz.
Zweimal wurde er ungarischer Meister über 100 Meter (1978, 1982) und fünfmal über 200 Meter (1977, 1980, 1982, 1983, 1985). In der Halle wurde er zweimal nationaler Meister über 60 Meter (1980, 1982) und viermal über 200 Meter (1982, 1985–1987).

## Persönliche Bestzeiten
- 100 m: 10,26 s, 20. August 1987, Miskolc
- 200 m: 20,59 s, 21. August 1987, Miskolc
  - Halle: 20,84 s, 24. Februar 1985, Budapest